# The Enola Holmes Mysteries
Les aventures d'Enola Holmes (The Enola Holmes Mysteries originalment en anglès) és una sèrie de sis llibres de l'escriptora Nancy Springer sobre la germana petita del detectiu Sherlock Holmes. Enola Holmes és una noia de catorze anys i la trama pren personatges, referències i idees de les novel·les de Sherlock Holmes, tot i que el personatge d'Enola és una creació de l'autora. El primer llibre de la sèrie es titula “El cas del marquès desaparegut”.

## Argument i personatges
Quan Enola Holmes, la germana petita del detectiu Sherlock Holmes, descobreix que la seva mare ha desaparegut el dia del catorzè aniversari, sap que la pot trobar sola. Vestida amb la roba del seu germà Sherlock de quan era petit, Enola es dirigeix al cor de Londres disposada a descobrir on para la seva mare, encara que ni tan sols el seu famós cognom Holmes no pot preparar-la per al que l'espera. Durant tota la saga, el rerefons és una lluita d'Enola per demostrar als seus germans, Sherlock i Mycroft, que té un do detectivesc per resoldre casos i que és prou madura i adulta com per dedicar-s'hi.

### El cas del marquès desaparegut
Després de veure's inesperadament implicada en el segrest del jove marquès de Basilwether, Enola haurà d'escapar de malvats assassins, rescatar el consentit marqués i, potser el més difícil de tot, eludir el seu perspicaç germà gran, mentre recopila proves de la desaparició de la seva mare.

### El cas de la dama esquerrana
A la ciutat més bruta, fosca i gran del món, algú està buscant Enola Holmes: el detectiu més famós del món, el seu propi germà, Sherlock Holmes. Però si vol lluitar per la llibertat, la seva i la de la seva mare, haurà d'escapar-se'n i continuar provant que la seva mare tenia raó quan va decidir anomenar-la Enola, llegit al revés, alone (sola). En la fugida, descobreix uns dibuixos al carbonet ocults i es pregunta si la noia que els va crear serà com ella; la seva ànima bessona. Però aquesta noia, Lady Cecily, ha desaparegut sense deixar rastre. Enola s'haurà d'endinsar de nit pels carrers de Londres per trobar-la i desxifrar les claus que la conduiran a la dama esquerrana; però en el seu intent de salvar-la, s'arrisca a revelar més coses de les que convé.

### El cas de l'enigma dels rams de flors
Tothom sap que el Dr. Watson és la mà dreta de Sherlock Holmes, així que la seva desaparició en circumstàncies estranyes és motiu d'escàndol i consternació. Ni tan sols el mateix Sherlock Holmes té la més mínima pista sobre on para. Enola sent curiositat però no gosa investigar, ja que segueix ocultant-se dels seus germans grans, i si s'involucrés en la investigació podria resultar desastrós. Però quan un misteriós ram de flors arriba a la residència dels Watson, Enola es veu obligada a actuar, ja que el significat ocult d'aquestes flors no és altre que la mort. Segueixen les aventures de la germana secreta de Sherlock Holmes que s'enfronta a un nou cas, aquesta vegada amb el Dr. Watson com a protagonista.
Pel que fa als tres llibres restants, estan sense traduir i vindrien a titular-se fins que es publiquin (traduint directament de l'anglès): 'El cas del peculiar ventall rosa', 'El cas de la cotilla (o mirinyac) críptica' i 'El cas de l'adéu gitano'

## Influències
Els llibres estan inspirats en l'univers de Sherlock Holmes de Sir Arthur Conan Doyle, i, per exemple, en un el protagonista és el doctor Watson.

## Adaptació cinematogràfica
El 9 de gener del 2018, es va anunciar que Millie Bobby Brown produiria i protagonitzaria el personatge principal en una sèrie de pel·lícules basada en els llibres d'Enola Holmes. El 8 de febrer del 2019, els mitjans van informar que Harry Bradbeer dirigiria el projecte de la pel·lícula, mentre que Jack Thorne adaptaria el guió. Helena Bonham Carter interpreta la mare d'Enola Holmes, mentre que Henry Cavill interpreta Sherlock Holmes. El 21 d'abril de 2020, Netflix es fa càrrec dels drets de distribució de la pel·lícula, en lloc d'una estrena en cinemes a causa de la COVID-19. La pel·lícula va ser llançada el 23 de setembre de 2020 amb el títol Enola Holmes. A l'abril de 2021, es va informar que s'estava preparant una seqüela, amb Brown i Cavill reprenent els seus papers, el 13 de maig de 2021, es va anunciar Enola Holmes 2.